# Underlandet
Underlandet är en målning utförd i olja på papp av August Strindberg 1894. Fram till den 2010 var det den dyraste svenska målningen någonsin som sålts på auktion i Sverige, då verket såldes för 22,6 miljoner kronor av Bukowskis 1990. Två år senare tvångssåldes den hos Stockholms Auktionsverk för 3,6 miljoner. Verket inropades då av Karl Otto, Elisabeth, Pontus, Eva och Åke Bonnier, som skänkte det till Nationalmuseum.
Den 3 juni 2010 blev verket den näst dyraste svenska målningen, efter Anders Zorns Sommarnöje.